# Seznam děkanů Agronomické fakulty Mendelovy univerzity v Brně
Toto je seznam děkanů Agronomické fakulty Mendelovy univerzity v Brně.
1. Josef Černý (1919–1920)
2. Karel Holý (1920–1921)
3. Rudolf Trnka (1921–1922)
4. Emanuel Schindler (1922–1923)
5. Theodor Dohnal (1923–1924)
6. František Bilovský (1924–1925)
7. Josef Knop (1925–1926)
8. Otakar Kopecký (1926–1927)
9. Otakar Vodrážka (1927–1928)
10. Václav Novák (1928–1929)
11. František Chmelař (1929–1930)
12. Josef Taufer (1930–1931)
13. Theodor Dohnal (1931–1932)
14. Rudolf Trnka (1932–1933)
15. Václav Novák (1933–1934)
16. Josef Prokš (1934–1935)
17. František Chmelař (1935–1936)
18. Bohumil Hošpes (1936–1937)
19. Vladimír Mašek (1937–1938)
20. Josef Prokš (1938–1939)
21. František Lom (1939–1940)
22. Vladimír Mašek (1945)
23. Josef Prokš (1945–1946)
24. Bohumil Hošpes (1946–1947)
25. Otakar Peterka (1947–1948)
26. Stanislav Koudela (1948–1949)
27. Boris Kostomarov (1949–1950)
28. Boleslav Tomšík (1950–1952)
29. Josef Knop (1952–1953)
30. František Miller (1953–1954)
31. Václav Káš (1954–1959)
32. Josef Kopecký (1959–1962)
33. Josef Tyleček (1962–1966)
34. František Šebela (1966–1970)
35. Jaroslav Krejčíř (1970–1976)
36. Rudolf Vaculík (1976–1989)
37. Vladimír Lazar (1989–1991)
38. Josef Tyleček (1991)
39. Jiří Zelenka (1991–1997)
40. Ivo Ingr (1997–2003)[2]
41. Jaroslav Hlušek (2003–2006)[2]
42. Ladislav Zeman (2006–2014)[3]
43. Pavel Ryant (2014–2022)[4]
44. Jan Mareš (2022)[5][6]
45. Leoš Pavlata (od 2022)[6]